# Dolichomitus annulicornis
Dolichomitus annulicornis là một loài tò vò trong họ Ichneumonidae.